# The Last Time I Saw Richard

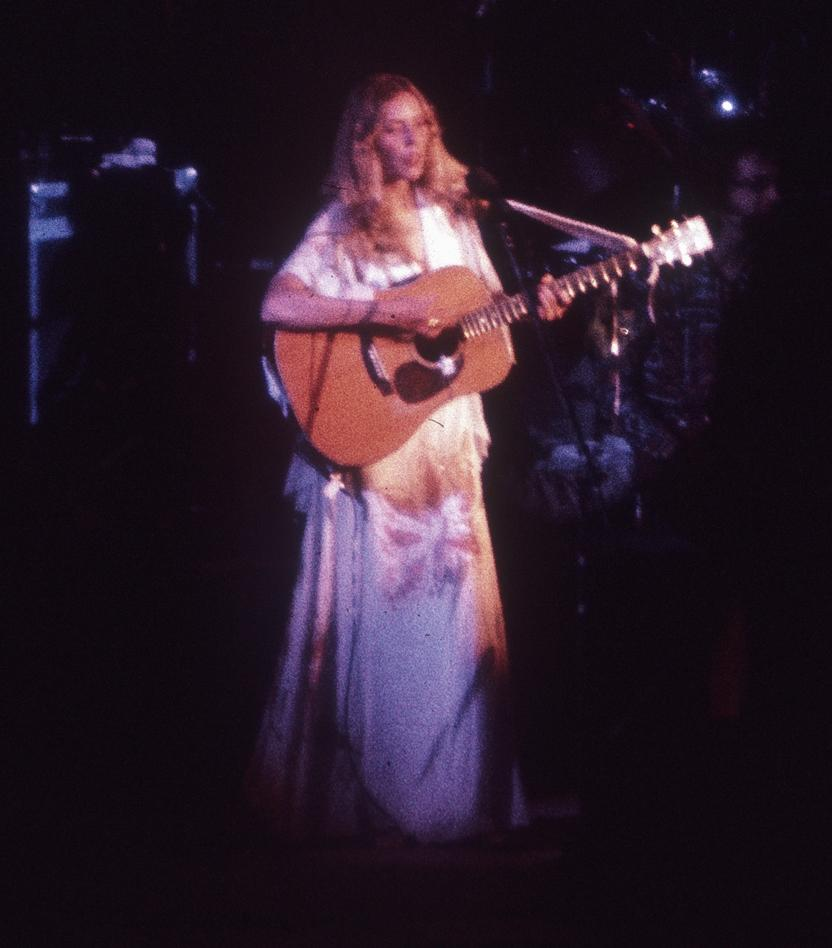
Joni Mitchell (1974)

The Last Time I Saw Richard  ist ein Lied von Joni Mitchell aus ihrem Album Blue von 1971. 

## Hintergrund
Mitchell sagte, das Lied wurde von einem Gespräch mit dem Folk-Sänger Patrick Sky (1940–2021) inspiriert, in dem er ihr sagte: „Oh, Joni, du bist eine hoffnungslose Romantikerin. Es gibt nur einen Weg für dich. Hoffnungsloser Zynismus.“

## Coverversion
Das Lied wurde 1992 von der brasilianischen Rockband Legião Urbana gecovert, 1999 auf ihrem Album Acústico MTV veröffentlicht und mehr als 500.000 mal verkauft.